# Арему, Афиз
Афиз Арему Олалекан (англ. Afeez Aremu Olalekan; род. 3 октября 1999, Ибадан) — нигерийский футболист, полузащитник клуба «Кайзерслаутерн» и сборной Нигерии.

## Клубная карьера
Арему — воспитанник клубов «Ремо Старз» и «Шаркс». В 2015 году игрок подписал свой первый профессиональный контракт с «Саншайн Старз». После он выступал за «Риверс Юнайтед» и «Аква Юнайтед». В 2018 году Арему подписал контракт с норвежским «Стартом». 11 марта в матче против «Тромсё» он дебютировал в Типпелиге. В этом же поединке Афиз забил свой первый гол за «Старт». По итогам сезона клуб вылетел из элиты, но игрок остался в команде и через год, помог ей вернуться обратно. Летом 2020 года Арему перешёл в немецкий «Санкт-Паули». 27 сентября в матче против «Хайденхайма» он дебютировал во Второй Бундеслиге.
Летом 2023 года Арему подписал контракт с «Кайзерслаутерном». 2 сентября в матче против «Нюрнберга» он дебютировал за новую команду.

## Международная карьера
В 2019 году в составе молодёжной сборной Нигерии Арему принял участие в молодёжном Кубке Африки в Нигере. На турнире он сыграл в матчах против команд Бурунди, Нигера и ЮАР.